# عيسى أبو العز
عيسى أبو العز (1964 - 7 أغسطس 2015) إعلامي ومذيع ومقدم برامج فلسطيني .

## عن حياته
ولد أبو العز في مخيم العين غرب مدينة نابلس عام 1964 لأسرة كبيرة تضم خمسة أخوة وثلاث أخوات، نشأ وترعرع في أزقة المخيم وتربى على يد شيوخ الدعوة، أمثال النائب أحمد الحاج علي، والشهيد الشيخ جمال سليم، وغيرهم.
بعد نجاحه بالثانوية العامة، توجه أبو العز للدراسة في الأردن، والتحق بكلية بوليتكنك عمان ليتخرج منها عام 1986 حاصلا على دبلوم فني مختبرات.
بعد عودته من الأردن، لم يجد فرصة عمل بتخصصه، فتوجه للعمل داخل الخط الأخضر لعدة سنوات قبل أن يحصل على وظيفة في مختبرات الكيمياء بجامعة النجاح.
ومع اشتداد ضربات المقاومة الفلسطينية ضد الاحتلال عام 1992، شنت قوات الاحتلال حملة اعتقالات واسعة في صفوف قادة ورموز وكوادر حركتي حماس والجهاد الإسلامي، والذين تم إبعاد أكثر من 400 منهم إلى مرج الزهور في الجنوب اللبناني، وكان من بينهم عيسى أبو العز.

## الحالة الصحية
كان قد أجرى قبل أسبوعين من وفاته عملية قلب مفتوح، حيث كان يعاني من مشاكل في القلب. في رابع أيام عيد الفطر، تعرض أبو العز لوعكة صحية بعد صلاة العشاء، ونقل على عجل إلى المستشفى ليتبين إصابته بجلطة في القلب، وأجريت له عملية قلب مفتوح ومكث حوالي 22 يوما في غرفة الإنعاش قبل أن تخرج الروح إلى بارئها.

## وفاته
توفي في ساعة متأخرة من مساء الجمعة 7 أغسطس 2015 ، من مخيم العين في مدينة نابلس شمال الضفة الغربية المحتلة، عن عمر يناهز 54 عاماً.